# Christian Abbiati
Christian Abbiati (Abbiategrasso, provincia de Milán, Italia, 8 de julio de 1977) es un exfutbolista italiano. Se desempeñó como portero y su retirada se dio en el equipo AC Milan de la Serie A de Italia.

## Trayectoria
Se inició en las filas del AC Milan, Empezó su carrera futbolística a los 13 años. En la temporada 1991-92 estaría en el equipo filial Trezzano, la siguiente temporada en el Assago, y a continuación en el Corsico. Jugaría en el Monza de 1994 al 1998, habiendo estando cedido un año en el Borgosesia. En el verano de 1998, sería traspasado al Milan, cuyo debut en la Serie A italiana sería en el minuto 92 substituyendo a Sebastiano Rossi.
No obstante, sería el portero titular del equipo rossoneri durante cuatro años hasta la llegada a este del guardameta brasileño Dida.
En el 2005 es cedido a la Juventus FC como substituto temporal de Gianluigi Buffon, que había sufrido una lesión. A la vuelta de éste de su lesión, Abbiati ya no era tenido en cuenta y fue nuevamente cedido al Torino en la temporada 2006-07.
En el verano del 2007, es por tercera vez cedido, esta vez al Atlético de Madrid.
15 de marzo de 2009 se lesiona en el AC Milan ante el AC Siena por un choque desafortunado con su compañero Giuseppe Favalli, en el inicio del encuentro de la liga italiana fue sustituido por Dida.

## Selección nacional
Fue internacional con la selección de fútbol de Italia. Fue convocado como portero de la selección italiana en dos ocasiones, y de la selección absoluta en 2003 y 2005.

### Participaciones en Copas del Mundo
| Copa              | Sede                | Resultado        | Partidos | Goles |
| ----------------- | ------------------- | ---------------- | -------- | ----- |
| Copa Mundial 2002 | Corea del Sur Japón | Octavos de final | 0        | 0     |

### Participaciones en Eurocopas
| Copa          | Sede                   | Resultado  | Partidos | Goles |
| ------------- | ---------------------- | ---------- | -------- | ----- |
| Eurocopa 2000 | Bélgica · Países Bajos | Subcampeón | 0        | 0     |

## Estadísticas

### Clubes
| Club | Temporada     | Div.          | Liga  | Liga  | Copas nacionales | Copas nacionales | Torneos internacionales(1) | Torneos internacionales(1) | Otros(2) | Otros(2) | Total | Total |
| Club | Temporada     | Div.          | Part. | Goles | Part.            | Goles            | Part.                      | Goles                      | Part.    | Goles    | Part. | Goles |
| --- | ------------- | ------------- | ----- | ----- | ---------------- | ---------------- | -------------------------- | -------------------------- | -------- | -------- | ----- | ----- |
| Monza F. B. C. · Italia                                                                                   | 1994-95       | 3.ª           | 1     | 0     | 0                | 0                | —                          | —                          | —        | —        | 1     | 0     |
| Monza F. B. C. · Italia                                                                                   | 1996-97       | 3.ª           | 25    | 0     | 0                | 0                | —                          | —                          | —        | —        | 25    | 0     |
| Monza F. B. C. · Italia                                                                                   | 1997-98       | 2.ª           | 26    | 0     | 2                | 0                | —                          | —                          | —        | —        | 28    | 0     |
| Monza F. B. C. · Italia                                                                                   | Total         | Total         | 52    | 0     | 2                | 0                | —                          | —                          | —        | —        | 54    | 0     |
| Borgosesia Calcio · Italia                                                                                | 1995-96       | 4.ª           | 29    | 0     | 0                | 0                | —                          | —                          | —        | —        | 29    | 0     |
| A. C. Milan · Italia                                                                                      | 1998-99       | 1.ª           | 18    | 0     | 0                | 0                | 0                          | 0                          | —        | —        | 18    | 0     |
| A. C. Milan · Italia                                                                                      | 1999-00       | 1.ª           | 29    | 0     | 0                | 0                | 6                          | 0                          | 0        | 0        | 35    | 0     |
| A. C. Milan · Italia                                                                                      | 2000-01       | 1.ª           | 21    | 0     | 4                | 0                | 7                          | 0                          | —        | —        | 32    | 0     |
| A. C. Milan · Italia                                                                                      | 2001-02       | 1.ª           | 34    | 0     | 1                | 0                | 11                         | 0                          | —        | —        | 46    | 0     |
| A. C. Milan · Italia                                                                                      | 2002-03       | 1.ª           | 3     | 0     | 8                | 0                | 6                          | 0                          | 0        | 0        | 17    | 0     |
| A. C. Milan · Italia                                                                                      | 2003-04       | 1.ª           | 2     | 0     | 4                | 0                | 1                          | 0                          | 1        | 0        | 8     | 0     |
| A. C. Milan · Italia                                                                                      | 2004-05       | 1.ª           | 3     | 0     | 4                | 0                | 1                          | 0                          | —        | —        | 8     | 0     |
| A. C. Milan · Italia                                                                                      | 2008-09       | 1.ª           | 28    | 0     | 0                | 0                | 0                          | 0                          | —        | —        | 28    | 0     |
| A. C. Milan · Italia                                                                                      | 2009-10       | 1.ª           | 9     | 0     | 1                | 0                | 1                          | 0                          | —        | —        | 11    | 0     |
| A. C. Milan · Italia                                                                                      | 2010-11       | 1.ª           | 35    | 0     | 1                | 0                | 6                          | 0                          | —        | —        | 42    | 0     |
| A. C. Milan · Italia                                                                                      | 2011-12       | 1.ª           | 31    | 0     | 0                | 0                | 9                          | 0                          | 1        | 0        | 41    | 0     |
| A. C. Milan · Italia                                                                                      | 2012-13       | 1.ª           | 28    | 0     | 1                | 0                | 7                          | 0                          | —        | —        | 36    | 0     |
| A. C. Milan · Italia                                                                                      | 2013-14       | 1.ª           | 28    | 0     | 2                | 0                | 9                          | 0                          | —        | —        | 39    | 0     |
| A. C. Milan · Italia                                                                                      | 2014-15       | 1.ª           | 11    | 0     | 2                | 0                | —                          | —                          | —        | —        | 13    | 0     |
| A. C. Milan · Italia                                                                                      | 2015-16       | 1.ª           | 1     | 0     | 5                | 0                | —                          | —                          | —        | —        | 6     | 0     |
| A. C. Milan · Italia                                                                                      | Total         | Total         | 281   | 0     | 33               | 0                | 64                         | 0                          | 2        | 0        | 380   | 0     |
| Juventus F. C. · Italia                                                                                   | 2005-06       | 1.ª           | 19    | 0     | 2                | 0                | 6                          | 0                          | —        | —        | 27    | 0     |
| Torino F. C. · Italia                                                                                     | 2006-07       | 1.ª           | 36    | 0     | 2                | 0                | —                          | —                          | —        | —        | 38    | 0     |
| Atlético de Madrid · España                                                                               | 2007-08       | 1.ª           | 21    | 0     | 0                | 0                | 9                          | 0                          | —        | —        | 30    | 0     |
| Total carrera                                                                                             | Total carrera | Total carrera | 438   | 0     | 41               | 0                | 79                         | 0                          | 2        | 0        | 560   | 0     |
| (1) Incluye datos de la Liga de Campeones y Copa de la UEFA. (2) Incluye datos de la Supercopa de Italia. |               |               |       |       |                  |                  |                            |                            |          |          |       |       |

## Palmarés

### Títulos nacionales
| Título              | Club        | País   | Año  |
| ------------------- | ----------- | ------ | ---- |
| Serie A             | A. C. Milan | Italia | 1999 |
| Copa Italia         | A. C. Milan | Italia | 2003 |
| Serie A             | A. C. Milan | Italia | 2004 |
| Supercopa de Italia | A. C. Milan | Italia | 2004 |
| Serie A             | A. C. Milan | Italia | 2011 |
| Supercopa de Italia | A. C. Milan | Italia | 2011 |

### Títulos internacionales
| Título                    | Club                       | Sede       | Año  |
| ------------------------- | -------------------------- | ---------- | ---- |
| Eurocopa Sub-21           | Selección sub-21 de Italia | Eslovaquia | 2000 |
| Liga de Campeones         | A. C. Milan                | Mánchester | 2003 |
| Supercopa de Europa       | A. C. Milan                | Mónaco     | 2003 |
| Copa Intertoto de la UEFA | Atlético de Madrid         | Madrid     | 2007 |

### Distinciones individuales
| Distinción                       | Año  |
| -------------------------------- | ---- |
| Salón de la Fama del A. C. Milan | 2017 |

### Condecoraciones
| Distinción                                               | Año  |
| -------------------------------------------------------- | ---- |
| Caballero de la Orden al Mérito de la República Italiana | 2000 |